# David Oh
David Oh (em coreano: 데이비드 오; nome coreano: Oh Se-hun; Hangul: 오세훈; 29 de junho de 1991) é um cantor coreano-americano.

## Vida e Carreira
David Oh é um coreano-americano que entrou pela primeira vez na cena da música coreana em 2011 através da série de televisão de realidade, um programa de TV de busca de talento chamado "The Great Birth (스타 오디션 위대한 탄생)" transmitido pela MBC.
David Oh era um artista previamente assinado em Big Hit Entertainment até 2016. Mais tarde naquele ano, David Oh estreou sob uma nova banda chamada Everbloom.

## Televisão
Ele foi membro do elenco no programa de We Got Married.